# Río Niomda
El río Niomda (del ruso: Nëmda) es un río de Rusia que discurre por los óblasts de Kostromá e Ivánovo, afluente por la izquierda del Volga.
Nasce en las vertientes meridionales de los Montes de Gálich, en la parte centroccidental del óblast de Kostromá, cerca de la aldea de Palkino, en el raión de Antrópovo. Toma dirección este y sur sucesivamente. En su curso superior tiene una anchura de 10 a 15 m, que pasan a ser de 20 m a 30 m tras confluir con el Shuya, que es más ancho en este punto. Desemboca en el Volga en el embalse de Gorki Tiene una longitud de 146 km, una cuenca hidrográfica de 4.750 km² y un caudal de 28.9 m³/s (a 48 km de la desembocadura). Permanece bajo el hielo generalmente desde noviembre a mediados de abril.
Su principal afluente es el río Shuya (por la izquierda). Recibe las aguas también de otros ríos menores como el Shacha, el Votgag o el Yug (por la derecha).